# Yumen
Yumen är en stad på häradsnivå inom Jiuquans stad på prefekturnivå i Gansu-provinsen i nordvästra Kina. Den ligger omkring 720 kilometer nordväst om provinshuvudstaden Lanzhou. 
Yumen är indelat i ett stadsdelsdistrikt, tio köpingar, två socknar och fem administrativa enheter på sockennivå.
Stadsdelsdistrikt (jiedao):

- Xinshiqu (新市区街道)

Köpingar (zhen):

- Changma (昌马镇)
- Chijin (赤金镇)
- Huahai (花海镇)
- Huangzhawan (黄闸湾镇)
- Laojunmiao (老君庙镇)
- Liudun (六墩镇)
- Liuhe (柳河镇)
- Liuhu (柳湖镇)
- Xiaxihao (下西号镇)
- Yumen (玉门镇)

Socknar (xiang):

- Dushanzi (独山子乡)
- Xiaojinwan (小金湾乡)

Områden på sockennivå:
- Gansu Kuangqu gruvområde (甘肃矿区)
- Gansu Nongken Yusheng Nongye Gongsi jordbruk (甘肃农垦裕盛农业公司)
- Gansu Sheng Nongken Jianzhu Gongcheng Gongsi industri (甘肃省农垦建筑工程公司)
- Guoying Huanghua Nongchang jordbruk (国营黄花农场)
- Guoying Yinma Nongchang jordbruk (国营饮马农场)